# Anne-Charlotte Winter
Anne-Charlotte Winter-Björkman, född 24 mars 1904 i Helsingfors, död 17 april 2001, var en finländsk operasångerska.
Winter var dotter till direktören Karl Georg Winter och Anna Linsén. Hon blev student 1918, avlade juridikstudier vid Helsingfors universitet och studerade sång vid Helsingfors konservatorium. Winter gjorde sedan studieresor till Italien och Tyskland. Hon verkade vid statsteatern i Berlin 1925–1926, vid Nordhausens stadsteater 1926–1927 och vid Finlands nationalopera 1928–1948. Hon turnerade även som orkestersolist och gav konserter i Finland och Tyskland. Winter var sedan 1933 gift med sångaren Theodor Björkman.